# Токтайбеляк
Токтайбеля́к (рос. Токтайбеляк, марій. Топкавлак) — село у складі Куженерського району Марій Ел, Росія. Адміністративний центр Токтайбеляцького сільського поселення.

## Населення
Населення — 411 осіб (2010; 453 у 2002).
Національний склад (станом на 2002 рік):
- марі — 82 %